# 石家庄都市圈
石家庄都市圈是中华人民共和国明确培育建设的都市圈之一，以石家庄市为中心，与联系紧密的衡水市、邢台市、定州市、辛集市共同组成。主要包括：石家庄市（不含重点生态功能区等），定州市、辛集市，衡水市桃城区、冀州区、深州市、安平县，邢台市襄都区、信都区（城区）、任泽区、南和区、柏乡县、宁晋县、隆尧县、沙河市，面积约1.65万平方公里，常住人口约1632万人。

## 沿革
2025年2月，中共石家庄市委副书记、市人民政府市长马宇骏在接受《北京晚报》旗下自媒体“长安街知事”采访时表示，《石家庄市国土空间总体规划（2021—2035年）》提出了推动石家庄都市圈建设，这是纵深推进京津冀协同发展，加快建设经济强省、美丽河北的重要举措，得到河北省委、省政府的重视和支持。
2025年3月20日，《石家庄都市圈发展规划》新闻发布会举行，《规划》已获得国家发展改革委复函，经河北省人民政府批准后正式印发实施。

## 发展规划
石家庄都市圈规划，以“一核（石家庄市）两极（邢台市、衡水市）、两圈（构建功能完善、高效协作的通勤圈和联系紧密、优势互补的协作圈）两廊（沿京广线综合发展廊道和沿石黄线综合发展廊道）”为空间骨架，构建起差异化发展格局，将分两阶段推进（2025年—2030年，2030年—2035年），坚持“中心带动、协同共进，分工协作、共构共融”，建立了“四个一”推进体系（建立一个以省长为召集人的省级协调机制，构建一张规划体系蓝图，制定“一揽子”支持政策，实施一批重大项目），各成员城市结合自身优势提出“融圈”发展举措。